# Pierre Merkel
Pierre Merkel (* 25. April 1989 in Bad Kreuznach) ist ein deutscher Fußballspieler mit ghanaischen Wurzeln.

## Karriere
Merkel begann mit dem Fußballspielen bei diversen Vereinen in seiner Heimatstadt Bad Kreuznach und spielte dann von 2008 bis 2010 mit kurzer Unterbrechung beim Oberligisten SV Alemannia Waldalgesheim. Als Spieler des SC 07 Idar-Oberstein wurde er in der Saison 2010/11 gemeinsam mit Davit Bakhtadze von den Sportfreunden Köllerbach mit 22 erzielten Treffern Torschützenkönig der Oberliga Südwest. Daraufhin verpflichtete ihn der Zweitligist Eintracht Braunschweig. Sein Debüt in der 2. Bundesliga gab Merkel am 23. September 2011 beim Spiel gegen den FSV Frankfurt, als er in der Schlussphase des Spiels eingewechselt wurde und umgehend das Tor zum 1:1-Endergebnis erzielte. In der Zweitligaspielzeit 2012/13 stieg der gelernte Schreiner mit Braunschweig in die Bundesliga auf. Zur Saison 2013/14 wechselte Merkel in die 3. Liga zum Halleschen FC, wo er einen Zweijahresvertrag unterschrieb. Jedoch verließ er Halle bereits ein Jahr später wieder und schloss sich dem Regionalligisten VfB Oldenburg an. Für den VfB spielte er eine erfolgreiche Saison und erzielte 13 Ligatore. Zur neuen Spielzeit 2015/16 ging Merkel in die Regionalliga Südwest zur SV Elversberg, wo er sich jedoch nicht durchsetzen konnte. Im Januar 2016 schloss er sich dem Regionalligakonkurrenten TSV Steinbach an, bevor er ein halbes Jahr später zum SC Wiedenbrück wechselte. Zum 1. Januar 2018 folgte der Wechsel zur BSG Chemie Leipzig in die Regionalliga Nordost. Im Sommer 2018 schloss er sich dem Regionalligisten Wacker Nordhausen an. Zur Saison 2019/20 wechselt Merkel zum Regionalligisten Berliner AK. Dort blieb er allerdings nur bis zum folgenden Januar und schloss sich dann Hassia Bingen in der fünftklassigen Oberliga Rheinland-Pfalz/Saar an. Im Sommer 2022 wechselte der Stürmer von dort weiter zum Regionalliga-Absteiger TSV Schott Mainz. Dort war der Stürmer mit 15 Treffern in 24 Partien zwar maßgeblich am direkten Wiederaufstieg der Mainzer beteiligt, doch Merkel schloss sich zur Saison 2023/24 erneut dem damaligen Oberligisten SV Alemannia Waldalgesheim an.

## Erfolge
- Sachsenpokalsieger: 2018
- Thüringenpokalsieger: 2019
- Südwestpokalsieger: 2023

## Auszeichnungen
- Torschützenkönig der Oberliga Südwest: 2010/11 (22 Tore)